# Huib Orizand
Huib Orizand, pseudoniem van Udio Joosten (Amsterdam, 24 juni 1904 – aldaar, 27 september 1991) was een Nederlands hoorspelacteur. Na lessen van de acteur Louis van Gasteren werd hij hospitant aan de toneelschool en begon hij in 1921 in het theater bij het Hollandsch Toneel. In 1929 begon Orizand bij de radio, waar hij werd opgenomen in de hoorspelkern van de Nederlandse Radio Unie. Tot 1982 was hij te horen in vele honderden hoorspelen, zoals Testbemanning, Kijk, hoe mooi de dag begint en de radioversie van het boek 1984 van George Orwell. Hij had een bijrol in de film Dorp aan de rivier (1958) van Fons Rademakers en werkte mee aan de televisieseries Inde Soete suikerbol en  Uit de wereld van Guy de Maupassant.